# EasyBCD
EasyBCD – program do edycji ustawień rozruchu w systemach Microsoft Windows w trybie graficznym.
Aplikacja umożliwia ingerencję w magazyn rozruchowy BCD (Boot Configuration Data) stosowany w systemach Microsoftu począwszy od systemu Windows Vista. Do dyspozycji użytkownika pozostawiono opcje takie jak modyfikacja listy systemów i jej parametrów (zmiana systemu domyślnego, zmiana czasu oczekiwania na wybór, umieszczanie wpisów nowych systemów), instalacja programu rozruchowego Grub oraz włączenie bądź wyłączenie DEP i PAE.
Stanowi graficzną alternatywę dla systemowego narzędzia bcdedit, działającego z poziomu wiersza poleceń. Aplikacja jest udostępniana bezpłatnie do użytku niekomercyjnego, a za jej rozwój odpowiada przedsiębiorstwo NeoSmart Technologies.